# Rostémides
777–909
Entités précédentes :
- Califat abbasside
- Royaume sufrite de Tlemcen

Entités suivantes :
- Ifrenides
- Califat fatimide

Les Rostémides, Rustamides, Rustumides (en arabe : الرستميون, al-rustamiuwn) ou  Banû Rustam sont une dynastie ibadite ayant régné au Maghreb central depuis Tahert.
Au VIIIe et IXe siècles, trois dynasties s'installent au Maghreb : les Aghlabides sunnites de Kairouan, les Idrissides zaïdites de Fès et les Rostémides Ibadites de Tahert. Ibn Rustom, l'ancêtre de la dynastie est reconnu « imam » par les ibadites du Maghreb, il fonde l’État de Tahert, un État théocratique réputé pour le puritanisme de ses dirigeants, le commerce florissant, son rayonnement culturel ainsi que sa tolérance religieuse. La dynastie prend fin en 909, après la destruction de sa capitale par des Kutamas conduits par un missionnaire fatimide. 

## Origine
La dynastie des Rostémides est fondée par Abd al-Rahmân Ibn Rustom, kharidjite dont le nom peut laisser penser à une origine perse qui est le prétexte d'une généalogie traditionnelle, sans doute fictive, remontant à la royauté sassanide. 
Ibn Rustom s'installe en Tripolitaine et s'empare de Kairouan en 758. Il crée un État ibadite englobant l'Ifriqiya. En 760, il y est attaqué et vaincu par le gouverneur d’Égypte et doit abandonner l'Ifriqiya aux armées arabes. Il se réfugie alors dans l'Ouest algérien, un épisode raconté par les sources musulmanes en reprenant un motif littéraire d'une « fuite vers l’ouest » qui occupe une place importante dans l’imaginaire politique des sociétés médiévales de l’Occident musulman avec un schéma « fuite-migration-transfert fondateur » en imitation de l'Hégire, dans le dessein de légitimer la fondation d’un pouvoir autonome qui s'affranchit de la tutelle orientale. 
Les récits ibadites tracent l'histoire de Ibn Rustom en pointillés, en faisant pour la période 756-757 le « porteur de science » (hamalat al-'ilm) introduisant ce courant au Maghreb, vers 757, le lieutenant de l'imam ibadite Abū l-Ḫaṭṭāb à Kairouan, décrivant ensuite sa fuite vers Tāhart vers 772 et, après une zone d'ombre de cinq ans, en faisant enfin l'initiateur du règne des Rostémides après son élection comme imam de Tahert en 777 par un conseil de chefs tribaux berbères.  
Ces récits ibādite qui insistent sur l'effacement et le renoncement aux ambitions du pourvoir du dirigeant idéal — présentant Ibn Rustom dans sa fuite comme un homme âgé et craintif, que son fils doit porter sur ses épaules — tranchent avec les récits sunnites plus tardifs où Ibn Rustom occupe plutôt le premier rôle sur la scène lors de l'épisode de la fondation de la nouvelle ville de Tahert, conduisant les opérations, désignant le site et dirigeant la première prière à l'emplacement de la future grande mosquée, dans une geste au caractère néanmoins collectif.  
Ses successeurs instaurent un pouvoir dynastique héréditaire, dont la nature précise est difficile à cerner, même s'ils étaient élus par les sages de la communauté.
L'assise de l'imamat rostémide de Tahert repose sur les tribus berbères du Maghreb central acquises à la doctrine kharidjite et va s'étendre de Tlemcen à l'ouest aux monts du Hodna à l'est. Ce État islamo-berbère ne s'implante pas dans la zone de Tahert par hasard ; cette région était le cœur du royaume berbère post-romain des Djedars. Durant un siècle et demi, l'imamat de Tahert va ainsi être le siège d'une civilisation originale.

## Territoire
L'« État » rostémide consiste en une fédération de tribus berbères qui reconnaissaient un membre élu de la famille de Ibn Rustom comme leur Imām. Peu structuré et à forte connotation tribale, cet imamat rayonnant à partir de Tahart, ne semble pas avoir développé d'appareil administratif particulier, ne frappant par exemple pas de monnaie au contraire des autres pouvoirs musulmans du Maghreb. Ainsi que le décrit l'historien Cyrille Aillet en 2022, l’imamat rostémide constitue une « puissance arbitre, [se déployant] sous la forme d’un État-réseau qui articule et fédère communautés et territoires, tirant sa prospérité et son attractivité de son rôle d’intermédiaire entre l’Empire et les territoires intérieurs du Maghreb ».
Ses limites territoriales sont ainsi difficiles à préciser et la recherche peine à cerner cette « territorialité insaisissable », tout comme reste épineuse la question de la nature précise des relations avec les régions qui lui sont liées. Vers l'ouest, son autorité ne semble s'être étendue que très partiellement sur la partie occidentale du Maghreb central, où il coexiste avec des principautés alides autonomes. À l'est, l'imamat rostémide semble avoir été reconnu, du moins nominalement, par plusieurs régions à dominante ibadite, notamment en Tripolitaine et dans le Jérid,. À son apogée, au IXe siècle, l'autorité du pouvoir des Rostémides s’étend sur le Maghreb central, peut-être jusqu’aux premières oasis du nord du Sahara tandis qu'il rivalise d'influence avec l’émirat aghlabide en Tripolitaine ainsi que dans le sud de l’Ifriqiya. 
Cet « État » rostémide de Tāhart et ses limites constituent encore parfois un enjeu historiographique, certains représentants de l’historiographie postcoloniale algérienne insistant sur le rôle supposé qu’aurait joué la dynastie rostémide dans l’unification du Maghreb central et envisageant — non sans lien avec l’idéologie nationale algérienne — l'aire d'influence des Rostémides comme la première ébauche d’un État algérien.

## Histoire

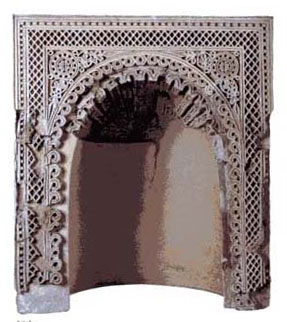
Niche sculpté de Sédrata exposée au Musée national des antiquités et des arts islamiques d'Alger.

Après la conquête musulmane du Maghreb (647-709), les berbères se révoltent contre le régime omeyyade, ces révoltes s’associent au milieu du VIIIe siècle au dogme kharidjite qui les séduit par son puritanisme et son message égalitaire et gagnent une bonne partie du Maghreb. Ainsi, les premiers États musulmans en Afrique du Nord étaient kharidjites. Dans le Maghreb central, Abou Qurra, chef de la tribu des Ifren fonde le royaume sufrite de Tlemcen. Mais l'entité kharidjite la plus importante est celle des Rostémides.
Après avoir été expulsé de l’Ifriqiya, Ibn Rustom s’installe à Tahert puis il est reconnu « Imam » par les ibadites du Maghreb. Il entretient des liens étroits avec les autres entités kharidjites du Maghreb. Ainsi le siège de Tobna (dans le Hodna) de 767 est mené par une coalition entre les ibadites de Tahert et du djebel Nefoussa et les sufrites de Tlemcen. Ibn Rustom marie également une de ses filles au souverain kharidjite de Sijilmassa.
La dynastie rostémide est la seconde après celle de l'émirat de Cordoue à se rendre indépendante du califat abbasside, malgré les pressions diplomatiques et militaires ainsi que les pertes de territoires,. Les Rostémides ont manœuvré entre les deux dynasties voisines : les Idrissides zaïdites de Fès et les Aghlabides sunnites de Kairouan pour préserver leur pouvoir. Il parvient également à conclure une alliance avec les Omeyyades de Cordoue. Les deux dynasties étaient opposées aux Aghlabides, restés fidèles aux Abbassides. Ils conclurent un traité de paix avec Kairouan à la suite de l'offensive abbasside (772-787) et ils cohabitaient sans heurts avec les Idrissides qui ne manifestaient pas de menaces. Des conflits éclatent avec les Nafusis et des tensions ont existé entre les nomades Zénètes et les sédentaires.
En 909, Tahert est ruinée  par l'attaque des berbères montagnards Kutama conduits par le missionnaire  propagandiste « dâ`i » fatimide Abu Abd Allah ach-Chi'i. La ville est détruite et ses habitants sont massacrés ou exilés.

## Société et culture

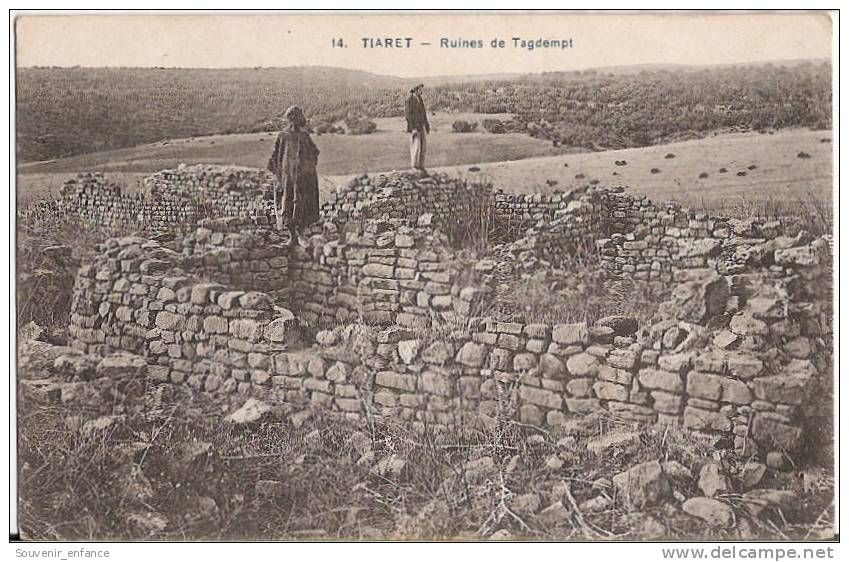
Ruines du site Tahert-Tagdemt.

La période rostémide est marquée par ses lettrés. Tahert était un foyer culturel, ses bibliothèques renfermaient d’exégèse coranique et des manuscrits de médecine et d’astronomie. Les Rostémides étaient en contact avec les milieux savants d’Al-Andalus. Dans ses relations avec l’Afrique noire, elle était également un foyer principal de diffusion de l’islam, dont les enseignements sont véhiculés par les marchands et missionnaires ibadites.
La société était composée par des groupes sociaux différents : agriculteurs des Aurès, nomades Zénètes, citadins et commerçants. Tahert était une cité religieuse mais cosmopolite, elle accueillait des commerçants et des réfugiés d’Orient. La dynastie se caractérisait par tolérance religieuse, les ibadites cohabitaient avec les mutazilites et les sunnites. Il existe dans les « pays de Tahart », dès l'institution de l'imamat, plusieurs mouvements : l'ibadisme, dominant entre la mer et l'Atlas saharien ; le sofrisme dans le désert et particulièrement dans le sud-ouest; le chiisme est anciennement présent; les chrétiens et les juifs semblent de même jouer un rôle non négligeable.
Il existait un quartier chrétien, al-kanisa (l’église en arabe) à Tahert. Les imams étaient réputés pour leur puritanisme et leur sens politique : ils auraient dormi sur un simple coussin et mené une vie retirée. Le cinquième imam aurait fabriqué des grands plats pour distribuer la nourriture à son peuple.
L’urbanisme de Tahert est caractérisé par son aspect éclaté. La ville est constituée par la juxtaposition de quartiers communautaires (d’habitants originaires de Kairouan, Kufa ou Bassora) ou tribaux. Il ne subsiste aujourd’hui que quelques ruines de la cité, qui aurait abrité des riches demeures à patio et une citadelle où résidait l’imam. Les vestiges trouvés attestent l’existence d’un artisanat local simple qui témoigne l’austérité des Rostémides. Les ruines de Sedrata constituent le prolongement de l’art et de l’architecture des Rostémides. Une mosquée couverte de coupoles ovales juxtaposées et plusieurs ensembles résidentiels ont été découverts. L’art de Sédrata est caractérisé par sa décoration simple en plâtre ou des inscriptions en kufique.

## Économie

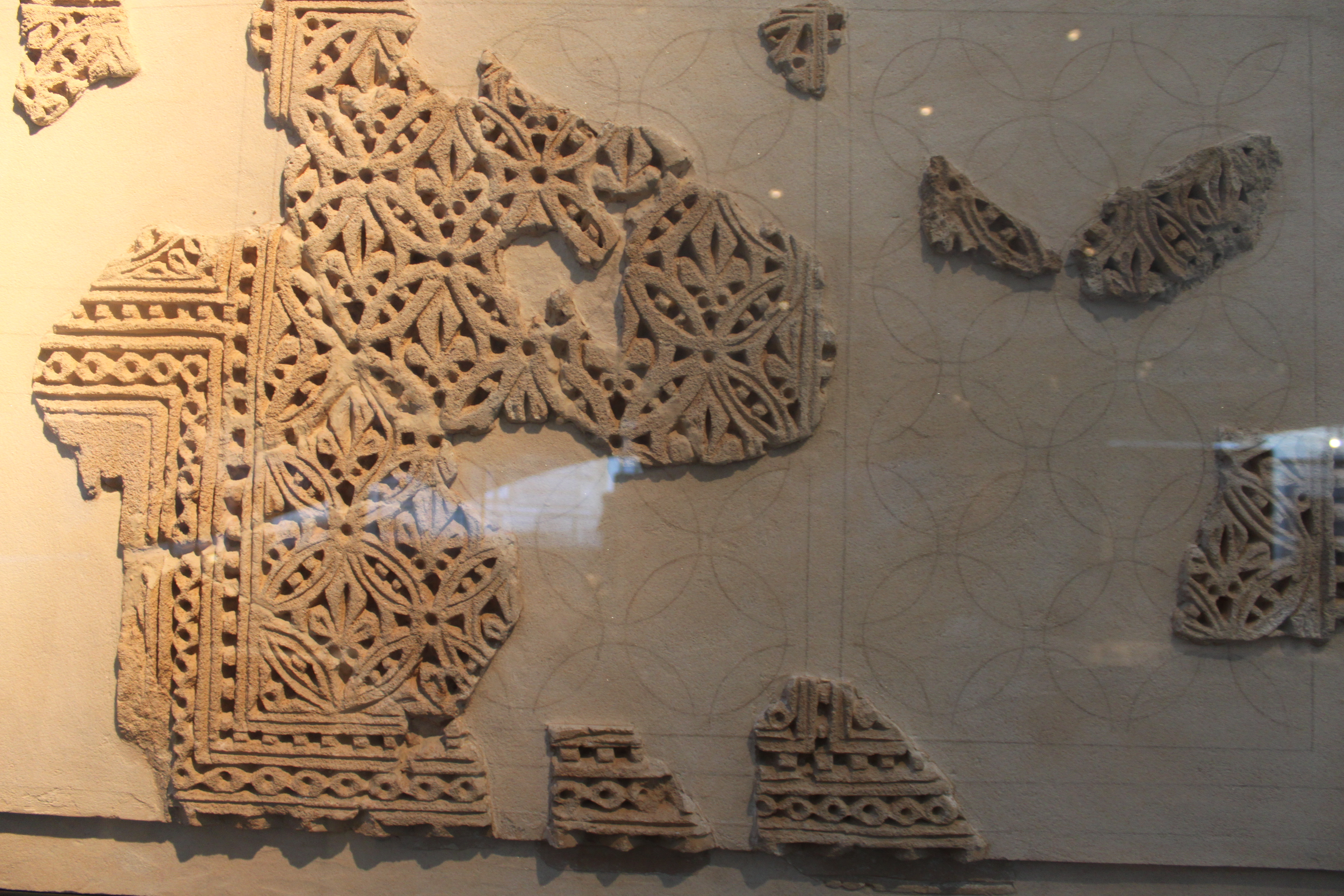
Stuc sculpté de Sédrata exposée au Musée du Louvre.

Tahert était une riche cité commerçante située sur l'itinéraire trans-maghrébin est-ouest, dans une zone de contact entre le Tell et les éleveurs et nomades des Hauts plateaux et du sud. On échangeait : le blé, les tissus, les laines, les moutons, les dattes, les abricots et les dromadaires. Elle était également un relais capital du commerce transsaharien qui concernait l’or et les esclaves africains et impliquée dans le commerce avec d’autres parties du monde musulman. Elle disposait d’un marché des Radhanites, marchands juifs qui ont constitué un réseau commercial dont les activités s’étendaient depuis l’Asie jusqu’au Maghreb et l’Europe du Sud-Ouest. Bien que les Rostémides n’aient entretenu que peu de relations avec le monde méditerranéen, les produits du Sud sont redistribués par voie maritime, ils avaient des rapports continus avec Al-Andalous.
L'agriculture était prospère, les souverains rostémides ont édifié des bâtiments agricoles et ont organisé l’irrigation. Tahert disposait de nombreux moulins et de vergers, elle était située dans une zone céréalière prospère. On y trouve également l’élevage des chevaux et de bétail.

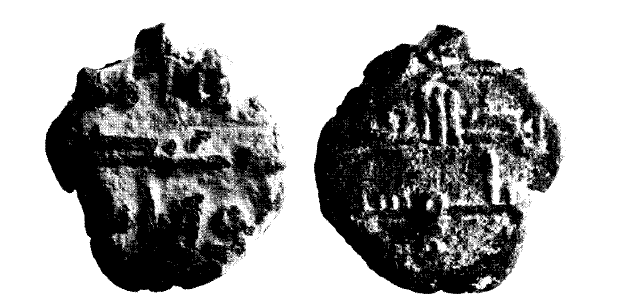
Fulus (pièce de monnaie en bronze) rostémide frappée au nom du souverain Abd el Wahab à Tlemcen (168 à 208 du calendrier hégirien soit 784 à 824)
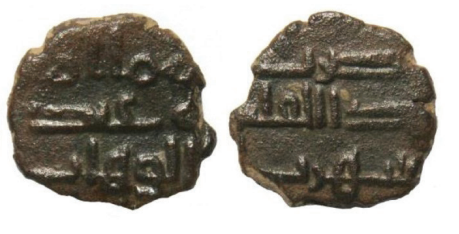
Fulus (pièce de monnaie en bronze) rostémide frappée au nom du souverain Abd el Wahab à Tahert (168 à 208 du calendrier hégirien soit 784 à 824)

## Déclin

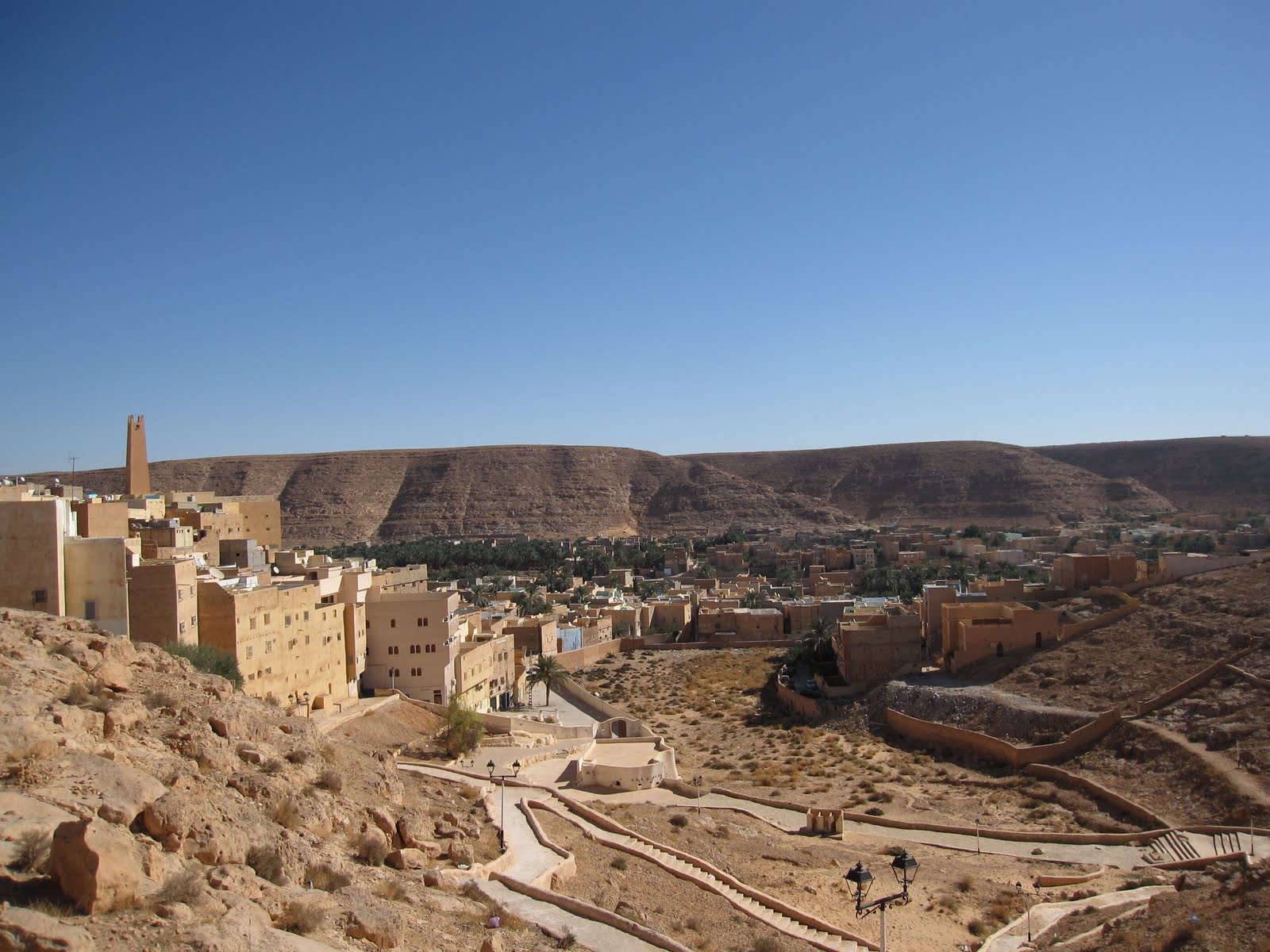
El-Atteuf, première cité de la pentapole mozabite.

L'histoire du royaume était marquée par des conflits religieux qui ont engendré des crises de pouvoir et du schisme entre ibadites et autres courants kharidjites comme les Nekkarites. D'autres conflits ont éclaté avec les nafusis pourtant considérés comme le « sable » des Rostémides. D'autres contradictions sociales ont émergé, les notables et les clercs ont constitué une aristocratie, ce qui est opposé à l'égalitarisme des imams ibadites. Miné de l’intérieur par ses controverses religieuses et endormi dans sa prospérité, l’État rostémide succombe aux premières attaques fatimides.
La destruction de Tahert est suivie par la fuite de population dans le désert. Les réfugiés s'établissent à Sedrata près d'Ouargla. Puis, ils atteignent le Mzab. Au XIe siècle, ils bâtissent plusieurs villes dans la région : Ghardaïa, Melika, Beni Isguen, Bounoura et El Atteuf.